# Cinnamomum coriaceum
Cinnamomum coriaceum är en lagerväxtart som beskrevs av Cammerloher. Cinnamomum coriaceum ingår i släktet Cinnamomum och familjen lagerväxter. Inga underarter finns listade i Catalogue of Life.